# 神戸 (民戸)
神戸（かんべ/じんこ）とは、古代から中世の日本において特定の神社の祭祀を維持するために神社に付属した民戸のこと。律令制における神社の封戸である神封と同義とされるが、神戸の由来は律令制以来に遡るもので、律令制初期においては神戸と神封は区別されていたとする考え方も有力である。

## 概要
『日本書紀』崇神天皇7年11月8日（紀元前91年12月27日）条に初めて神戸・神地を定めたとされており、これが神戸の起源とされている。これを史実とすることは出来ないものの、早い時期からヤマト王権や豪族達によって保障された神社所属の部民があり、これが神戸の由来であったと考えられている。
大化の改新以後に元来の部民が神戸として編成され、律令法における神祇令において神戸の規定が設けられた。これによれば、神戸より出す租庸調は全て神社の造営や供神料に充てられて残りは税（おおちから）あるいは神税と称して義倉に準じて貯蔵したが、これを元手に出挙を行うことを禁止された。国司が内容を検校した後に神祇官に報告を行い、神戸からの租税は全て神からの賜物として神社が獲得した。また、国司は神戸の住民の戸籍である「神戸籍」や租庸調の台帳である「神税帳」「神戸庸調帳」などを作成（管理は神祇官が担当）し、神戸の住民の中から祝部を徴用する義務を負った。その他にも神戸の住民は神社の修造や祭祀に従事する義務を負い、出家得度は禁じられていた（これは宗教的な意味もあるが、主目的は課口の減少防止にあったとされている）。もっとも、当時神社の経済生活は小規模で簡素であり、神戸の住民にそれ以上の賦課がかけられることは無かったから、公民の負担と比較すれば軽いものであった。なお、神社に対する封戸である神封を神戸と同一と考え、神社に対する部民が律令制のもとにおいて神社に与えられた封戸の民（神封戸）になったとする考えがある。それに対して封戸の田祖の半分は国家に納める義務を有していた（賦役令封戸条）規定と矛盾しており、神封を例外とする規定が確認されていないことから、租の全額が神社に渡る神戸と半額が渡る神封は律令制初期においては別個に並存していたとする考えも強い。もっともその場合でも天平11年（739年）に封戸の租の全額が封主に渡ることになると、神戸の規定との差異が失われ、神封と神戸が混同されるようになったと考えられている。
大同元年（806年）の太政官牒（『新抄格勅符抄』所収）によれば、神戸の総数は170社5884戸であり、最大が宇佐神宮の1660戸、続いて伊勢神宮の1130戸、大和神宮の327戸と続き、100戸以上は8社、100戸未満10戸以上は54社でその他100社余りは10戸未満で1戸もしくは2戸という例も多い。これは寺封よりも圧倒的に少ない（寺封最大級の東大寺の5000戸に比べ、宇佐神宮は1/3）が、これは神社が寺院のような大規模な施設や祭祀を必要としなかったことが大きい。また、皇室の祖先神である伊勢神宮より宇佐神宮が上回っているのは、奈良時代から平安時代初期にかけての宇佐神宮に対する信仰が盛況であったことと関わりがあるとされている。また、大化の改新後に評（郡）そのものが神社に寄進された神郡における課戸（神戸と同様の役割を果たした）が反映されていないと考えられており、2郡の神郡を有する伊勢神宮の経済規模が神郡を持たない宇佐神宮のそれを下回ると単純に解釈することは出来ない。
平安時代に入ると、律令制の弛緩とともに中央の財政難を理由に神税の一部を神祇官に送って行政・祭祀経費や官人の給与に充てる例も現れた（伊勢神宮の場合、同社と直接関わる官司である斎宮寮にも行われた）。だが中期以後、地方政治も乱れ、国司の管理が行われなくなり、逆に神社側が直接管理するようになる。これによって神戸は神社の荘園の一部として編入する動きが進行するようになり、後世における社領の基礎を形成するとともに各地の神社の荘園に「神戸」の名を負う荘園が出現するようになった。

## 地名などに用いられている「神戸」
神社の土地である「神戸」を由来とする神戸（かんべ/ごうど/こうべ/じんご）と呼ばれる地名または姓が今日においても広く用いられている。同様のものに「神田」がある。